# Kyle McAlarney
Kyle McAlarney, né le 7 juillet 1987 à Staten Island, est un joueur puis entraîneur américain de basket-ball. Il mesure 1,83 m et joue aux postes de meneur et d'arrière.

## Biographie

### Ses débuts
Kyle McAlarney commence sa carrière dans l'équipe de high school du quartier de Staten Island à New York, les Moore Catholic. Avec son équipe, il obtient de nombreuses distinctions. Il détient le record de points de l'histoire de Staten Island en high school avec 2 566 points. Il est également le quatrième meilleur marqueur de l'histoire de l'État de New York en high school[réf. nécessaire]. Depuis son numéro 23 a été retiré de Moore Catholic.
Par la suite, il endosse le maillot des Fighting Irish de l'université de Notre Dame. De 2005 à 2009, Kyle McAlarney est le meneur de jeu des Fighting Irish. Il démontre une bonne adresse à trois points. Il tourne sur l'ensemble de sa carrière universitaire à 43,4 % à trois points. Ce qui fait de lui le deuxième meilleur tireur à trois-points de l'histoire de l'université de Notre Dame[réf. nécessaire]. Lors de sa dernière saison, ses statistiques sont de 15 points, 2,6 rebonds et 3,4 passes décisives par match. Avec cette même équipe, Kyle McAlarney atteint le Final Four du National Invitation Tournament (NIT) en 2009.
À l'issue de ses quatre saisons universitaires, Kyle McAlarney tente de rejoindre la NBA par l'intermédiaire des Summer League. Toutefois, aucune franchise NBA ne le choisit lors de la draft 2009 de la NBA.

### Carrière professionnelle (2009-2018)

#### 2009-2010 et 2010-2011
McAlarney commence sa carrière professionnelle en Europe. Il est contacté par le club israélien d'Ironi Nahariya. Il ne dispute que la pré-saison. McAlarney repart aux États-Unis, en D-League, aux Mad Ants de Fort Wayne. Sur 23 matchs, il tourne à 10,5 points à 48,1 % à trois points. Mais il ne reste à Fort Wayne que de novembre 2009 à février 2010. Il est ensuite transféré au Armor de Springfield en ayant les mêmes statistiques qu'avec Fort Wayne. Au début de la saison 2010-2011, il rejoint la Grèce et signe avec l'Ikaros Esperos Kallitheas. Ses statistiques sont de 12,8 points, 1,6 rebond, 2 passes décisives par match.

#### 2011-2012: Limoges CSP

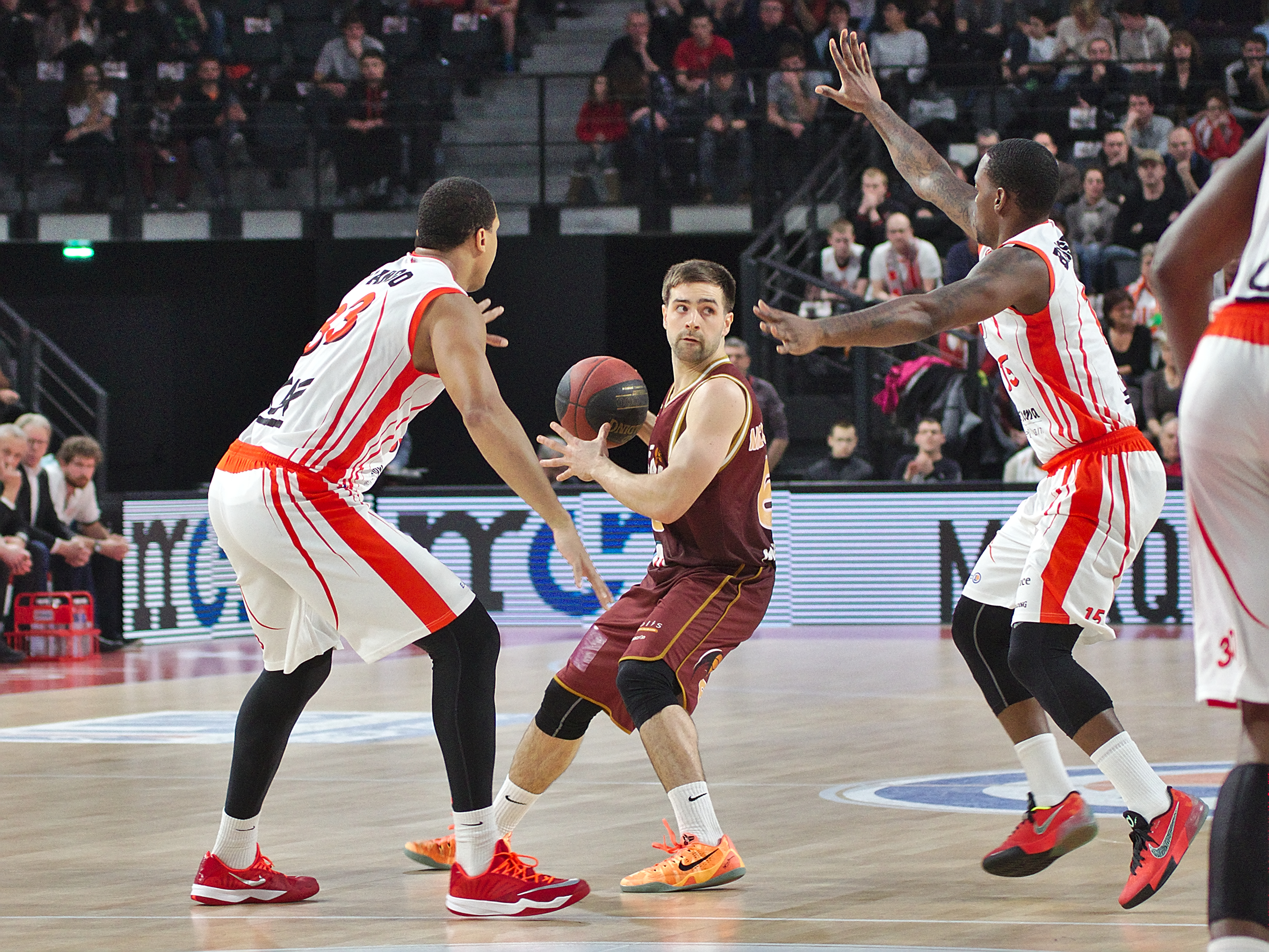
Kyle McAlarney (ici au centre, balle en main) se révèle à Limoges

Après une saison en Grèce, il rejoint le championnat de France Pro B pour évoluer avec l'ambitieux club français du Limoges CSP. Celui-ci, qui vient d'être relégué en Pro B, a un objectif officiel de maintien mais désire remonter en Pro A le plus tôt possible.
Il rejoint l'effectif en août et se blesse en septembre. Son entorse l'éloigne des parquets pendants quelques semaines. Limoges est obligé de recruter un autre meneur, Aldo Curti, pour le remplacer. Lors de son retour, début octobre 2011, il montre sa capacité à faire basculer un match, ce qui lui donne une place importante au sein de l'équipe alors dirigée par Frédéric Sarre. Ainsi, lors de la cinquième journée de championnat contre Denain, il marque 19 points avec un 5/6 à 3 points et 6 passes décisives pour 26 d'évaluation. Il est décisif à plusieurs reprises lors de la saison. Lors de la vingt-huitième journée, contre Évreux, il marque 22 points à 4/4 à 3 points, 4/4 à 2 points et 2/2 aux lancers francs ; il réalise aussi 2 interceptions, 3 rebonds et 5 passes décisives pendant ce match, ce qui le porte à 31 d'évaluation. Il réalise également 3/4 à 3 points, 9/10 aux lancers francs pour un total de 25 points, avec 7 fautes provoquées et 5 passes décisives pour 25 d'évaluation lors de la demi-finale aller des play-offs contre Fos-sur-Mer. Au fil de la saison, il devient un des joueurs favoris du public de Beaublanc grâce à son habileté derrière la ligne des 3 points. En décembre, il est sélectionné pour participer au concours à 3 points du All-Star Game LNB. Il se prépare donc pour le concours et se fixe pour objectif de « ramener le trophée à Limoges ». Il se qualifie alors pour la finale mais finit deuxième, derrière Xavier Corosine. Après la trente-deuxième journée, Limoges retrouve la Pro A. Limoges remporte le titre de champion de France de Pro B en s'imposant face à Boulazac sur le score de 87 à 78 le 16 juin 2012. Son agent annonce quelques jours plus tard, que Kyle McAlarney honorera sa deuxième année de contrat avec Limoges.

#### 2012-2013: les débuts en Pro A
Sa carrière se poursuit à Limoges. Il remporte, avec son équipe, le Match des champions face à l'Élan sportif chalonnais alors champion de France en titre. Le 19 novembre 2012, lors du derby en Pro A face à Poitiers, Kyle McAlarney fait lever la salle de Beaublanc dans une ambiance électrique en marquant d'un 3 points à 2 secondes de la fin du match. Il offre ainsi la victoire à Limoges (67-66). Le 15 décembre 2012, lors de la victoire de Limoges contre Cholet à domicile, il réalise une bonne performance en marquant 16 points à 100 % (4/4 à 2 points, 2/2 à 3 points et 6/6 aux lancers francs), avec 1 passe décisive et 5 fautes provoquées pour 14 d'évaluation.

#### 2013-2014: Orléans
McAlarney quitte Limoges à l'intersaison pour Orléans Loiret Basket qui évolue aussi en Pro A. Lors de cette saison 2013-2014, Orléans réussit un très bon début de championnat et McAlarney est présenté comme leur principal atout offensif. L'entraîneur Philippe Hervé utilise souvent la grande adresse à trois points de McAlarney (47,5 %) et ce dernier est, en décembre, le meilleur marqueur de l'équipe avec 14,4 points de moyenne par rencontre. Hervé déplace aussi McAlarney du poste de meneur à celui d'arrière.

### Carrière d'entraîneur
Kyle McAlarney prend sa retraite de joueur professionnel à la fin de sa saison 2017-2018 à Orléans. À l’âge de 31 ans, il retourne à New York où il remplace Artie Conroy au poste d'entraîneur de son ancien lycée de Moore Catholic,

## Clubs successifs
- 2009-2010 :  Mad Ants de Fort Wayne puis Armor de Springfield (D-League)
- 2010-2011 :  Ikaros Esperos (ESAKE)
- 2011-2013 :  Limoges CSP (Pro B puis Pro A)
- 2013-2018 :  Orléans Loiret Basket (Pro A puis Pro B)

## Palmarès
- 2011-2012 : Champion de France Pro B avec le Limoges CSP.
- 2012 : Vainqueur du Match des Champions avec le Limoges CSP.

## All-Star Game
- 2011-2012 : Kyle McAlarney participe au concours à trois points du All-Star Game de la LNB. Il termine deuxième, derrière Xavier Corosine (17-15).
- 2012-2013 : Kyle McAlarney participe au concours à trois points du All-Star Game de la LNB et fait partie de la sélection étrangère. Il termine deuxième du concours à trois points pour la deuxième année consécutive derrière Xavier Corosine (20-16). Il gagne le match opposant la sélection française à la sélection étrangère (111-107) en marquant 10 points (4/8 à deux points et 2/6 à 3 points) pour 8 d'évaluation en 11 minutes.
- 2013-2014 : Kyle McAlarney participe au concours à trois points du All-Star Game de la LNB et fait partie de la sélection étrangère. Il termine deuxième du concours à trois points pour la troisième année consécutive derrière Xavier Corosine (17[+5]-17[+2]). Il perd le match opposant la sélection française à la sélection étrangère (130-117) en marquant 5 points (2/4 à deux points et 1/2 à 3 points) pour 6 d'évaluation en 13 minutes.

## Nominations et distinctions
- 2001-2002 : Membre de la All-Conference selection de High School.
- 2002-2003 : Membre de la All-Conference selection de High School.
- 2003-2004 : Membre de la All-Conference selection de High School.
- 2004-2005 : Meilleur joueur de High School à New-York.
- 2004-2005 : Membre de la All-Conference selection de High School.
- 2004-2005 : New York Post all-star et Daily News Player of the Year.
- 2007-2008 : Membre de la All-Big East 1st Team.
- 2 fois membre de la All-city team et de la All-state team en High School.
- 2 fois nommé meilleur joueur de Staten Island en High School.
- Meilleur marqueur de l’histoire de Staten Island en High School (2566 points).
- 4e marqueur de l’histoire de l’État de New-York en High School.
- Son numéro 23 a été retiré de Moor Catholic.
- 2e tireur à 3 points de l’Histoire de l’université de Notre Dame avec 43,4 %.
- 2011-2012 : Meilleure adresse à 3 points du championnat de France de Pro B : 51,85 % et deuxième MVP étranger de Pro B.

## Summer League
- 2009 : Participe au Portsmouth Invitational Tournament (pré-NBA draft) en mai.
- 2009 : Participe à la Summer League de Las Vegas avec les Clippers de Los Angeles en juillet.